# マンダラート
マンダラートやマンダラシートなどの思考フォーマットの元となっているマンダラ思考法で用いられる『マンダラチャート®』は、1979年に株式会社クローバ経営研究所の設立者・松村寧雄によって考案されたチャートの書き方をもとしている。その後、1987年にデザイナーの今泉浩晃によって考案された発想法の一種がマンダラートである。また、マンダラチャートは株式会社クローバ経営研究所と一般社団法人マンダラチャート協会の登録商標である。
紙などに3×3の9マスを用意し、真ん中にメインテーマや目標を書き込みそれに関連するものを周辺のマスに埋めていくという作業ルールを設けることにより、アイデアを整理・外化し、思考を深めていくことができるものである。

## 概要
3×3の9マスを書き、その中心のマスに考えたいことを書き込み、周りのマスにはそれに関連する事柄を埋めていく。次に周りの8マスのうち1マスを選び、そのマスの記載内容を別の紙の中心のマスに転記し、同様に繰り返す。これを何度も反復することにより、思考を深めていく。枠組みを提供することにより思考の外化を促進することができるルールであるという意味ではKJ法やマインドマップと似た特徴を持つ手法である。
また、9×9の81マスで作成するものもある。9×9の81マスを書き、中心に達成したい大目標を記入。次に、中心に接する8マスに大目標を実現するための要素（中目標）を連想し書き込む。最後に中目標から連想する要素（小目標）を埋める。この一連の流れを実行することによって、72個の具体的なアイデアが生み出すことができる。この方法は、プロ野球選手の大谷翔平が学生時代に活用したことでも話題になった。

## 実践例と効果
ある研究では、「手法自体の使いやすさ」「アイデアの量が増える」「（アイデアの）ブラッシュアップ」「意見の共有、組み合わせ」などの点で効果が得られたとの報告がある。（立命館大学建築系の大学生・大学院生100名を対象とした、特性要因図やポジショニング法などを含む19手法の比較実験による。）
また、マインドマップとの併用が効果的であるとの報告もある。児童の国語指導の場における実践例では、マインドマップにより広げたイメージをマンダラートに書くことで、思考の構成要素を視覚的に整理しやすいとされた。